# Arno Luik
Arno Luik (* 1955 in Königsbronn) ist ein deutscher Journalist und Autor. Heute lebt er in Hamburg.

## Karriere
Luik studierte Amerikanistik und Sport an der Universität Tübingen und der Bangor University (Wales) sowie Politik am Amherst College im US-Bundesstaat Massachusetts. Er war Reporter für Tempo und die Wochenpost, Autor für Geo und den Tagesspiegel. 1995/96 war er Chefredakteur der taz, danach Vize der Abendzeitung, seit 2000 ist er Autor der Zeitschrift Stern.
Bekannt geworden ist Luik für seine intensive Art des Interviews; für Aufsehen sorgte sein Gespräch mit dem jungen Boris Becker, der darin 1989 mit dem Bekenntnis überraschte, die Hausbesetzer der Hafenstraße in Hamburg seien ihm „sympathischer als manche Menschen in meiner Umgebung“. Gespräche (u. a. mit Angela Merkel, Martin Walser, Inge und Walter Jens, Otto Graf Lambsdorff, Joschka Fischer, Reinhold Messner, Wendelin Wiedeking, Oskar Lafontaine) von „Deutschlands führendem Interviewer“ (taz) sind in mehr als zwei Dutzend Sprachen übersetzt worden. 2008 wurde Luik vom Medium Magazin als Kulturjournalist des Jahres ausgezeichnet.

## Berichterstattung zu Stuttgart 21
Für seine Berichterstattung zu Stuttgart 21 erhielt Luik im November 2010 den „Leuchtturm für besondere publizistische Leistungen“ des Netzwerks Recherche. Als der Stern-Autor im Juli 2010 erstmals über das umstrittene Bau- und Bahnprojekt schrieb, war Stuttgart 21 „allenfalls ein Thema von regionaler Bedeutung“, so die Laudatio. Das änderte sich in den folgenden Monaten, als Luik in einer insgesamt sechsteiligen Serie geheimgehaltene Akten des umstrittenen Großprojekts öffentlich machte: „Luik war der erste, der beweisbare Argumente gegen das Milliardenvorhaben vorlegte.“ Mit seiner Arbeit, so heißt es weiter in der Laudatio, „sorgte er für die grundlegenden Informationen, mit denen eine ehrliche und anständige Analyse der Sinnhaftigkeit des Projektes überhaupt erst möglich wurde“.
Die Deutsche Bahn widersprach Luiks Darstellungen zu dem Projekt wiederholt. Ein Kritiker hält Luiks Darstellungen für übertrieben und ungerechtfertigt und hat darüber ein Buch geschrieben. Bei der öffentlichen Anhörung des Deutschen Bundestags „Offene Fragen zum Bahnhofsprojekt Stuttgart 21 aufklären“ (BT-Drucksache 18/3647) am 6. Mai 2015 war Luik als Sachverständiger geladen.

## Veröffentlichungen
- Literatur von und über Arno Luik im Katalog der Deutschen Nationalbibliothek
- Die Sports-Interviews. Rowohlt, Reinbek 1991, ISBN 3-499-18668-3
- „Verraten sie uns mal den wahren Weg aus der Krise.“ Ein Streitgespräch zwischen Professor Friedhelm Hengsbach SJ und Arno Luik (Stern). Optimal-Verlag, Kelkheim 2004, ISBN 3-921271-37-1
- „Wer zum Teufel sind Sie nun?“ Sechzig Jahre Bundesrepublik. Gespräche über uns. Kunstmann, München 2009, ISBN 978-3-88897-559-2
- Schaden in der Oberleitung: Das geplante Desaster der Deutschen Bahn. Westend Verlag, Frankfurt am Main 2019, ISBN 978-3-86489-267-7.
- „Als die Mauer fiel, war ich in der Sauna.“: Gespräche über den Wahnsinn unserer Zeit. Westend Verlag, Frankfurt am Main 2022, ISBN 978-3-86489-361-2.
- Rauhnächte. Westend Verlag, Frankfurt am Main 2023, ISBN 978-3-86489-419-0.